# Bo Eriksson
Bo Knut Arvid Eriksson (ur. 30 marca 1922 w Uppsali, zm. 15 grudnia 1987 w Täby) – szwedzki szermierz. Uczestnik Igrzysk Olimpijskich 1948 w Londynie i Igrzysk Olimpijskich w 1952 w Helsinkach. Na igrzyskach w Londynie brał udział w turnieju indywidualnym florecistów, w którym doszedł do półfinału oraz w szabli, w którym odpadł w pierwszej rundzie. W Helsinkach w turnieju indywidualnym florecistów odpadł w półfinale, w turnieju drużynowym, Szwecja odpadła w ćwierćfinale, w turnieju indywidualnym szablistów odpadł w pierwszej rundzie.